# Estilòbata
Estilòbata, paraula provinent del grec στυλοβάτης (“base sobre la qual recolzen les columnes”), serveix per denominar en arquitectura al graó superior (o en el pla superior) sobre el qual descansa el temple grec; forma part de la crepidoma: una plataforma escalonada que eleva l'edifici per sobre de la cota del terreny per donar-li més presència.

Els graons inferiors es denominen estereòbates o “bases de pedra”.

## L'estilòbata en els diferents ordres clàssics
En l'ordre dòric, la columna no té base, i recolza el seu fust directament sobre l'estilòbata; la crepidoma dòrica està conformada per tres escalonis dimensionaments proporcionalment i, generalment, l'altura total dels graons és d'un mòdul, originant, en molts casos, la necessitat de col·locar esglaons auxiliars entre ells per poder accedir al temple.
En l'ordre jònic, el temple també s'elevava sobre una crepidoma, variant en nombre de graons, però el fust de la columna no es recolza directament sobre l'estilòbata, sinó que està situat sobre una base que li serveix de seient.
En l'ordre corinti, la disposició de l'estilòbata i les columnes és similar al del temple jònic.
Els romans van emprar un disseny diferent en la seva interpretació de l'ordre corinti, utilitzant una estilòbata molt més elevada, que només està escalonada en l'entrada porticada al temple.

## El Partenó
En el Partenó, l'estilòbata presenta una lleugera curvatura, elevant-se uns deu centímetres a la zona central de les façanes laterals i uns cinc centímetres en les frontals.